# Чувашско-Бурнаевское сельское поселение
Чувашско-Бурнаевское се́льское поселе́ние — муниципальное образование в Алькеевском районе Татарстана Российской Федерации.
Административный центр — село Чувашское Бурнаево.

## География
Расположено на юго-западе района. Граничит с Верхнеколчуринским, Старохурадинским, Чувашско-Бродским, Нижнекачеевским, Шибашинским сельскими поселениями и Спасским районом.
Крупнейшая река — Бурнайка (бассейн р. Малый Черемшан).
По территории поселения проходит автодорога Нижнее Алькеево — Чувашское Бурнаево — Кузнечиха.

## История
Статус и границы сельского поселения установлены Законом Республики Татарстан от 31 января 2005 года № 10-ЗРТ «Об установлении границ территорий и статусе муниципального образования „Алькеевский муниципальный район“ и муниципальных образований в его составе».

## Древние курганы и памятники архитектуры
В окрестностях села Татарское Бурнаево (Татар Борнае) выявлены булгарское городище домонгольского периода (в урочище «Алка»), три домонгольских и одно золотоордынское селища, а на месте старого сельского кладбища «Изгеләр өсте» сохранился обломок надгробного камня XIV в. со следами орнамента и текста, вырезанного куфическим почерком (местные жители считают, что здесь похоронен основатель села Бурнай-бабай).
Рядом с селом Чувашское Бурнаево (Чуаш Борнае) сохранилось место совершения общественных языческих жертвоприношений и молений «Киремет карти».

## Население
| 2010 | 2011 | 2012 | 2013 | 2014 | 2015 | 2016 |
| ---- | ---- | ---- | ---- | ---- | ---- | ---- |
| 799  | ↘796 | ↗797 | →797 | ↘791 | ↗796 | ↘761 |
| 2017 | 2018 |      |      |      |      |      |
| →761 | ↗766 |      |      |      |      |      |

## Состав сельского поселения
| № | Населённый пункт   | Тип населённого пункта       | Население (2010) |
| - | ------------------ | ---------------------------- | ---------------- |
| 1 | Татарское Бурнаево | село                         | 401              |
| 2 | Чувашское Бурнаево | село, административный центр | 398              |